# Villexanton
Villexanton település Franciaországban, Loir-et-Cher megyében. Lakosainak száma 203 fő (2022. január 1.). Villexanton La Chapelle-Saint-Martin-en-Plaine, Mer, Séris és Talcy községekkel határos.

## Népesség
A település népessége az elmúlt években az alábbi módon változott:
| Lakosok száma | 215  | 181  | 162  | 216  | 193  | 200  | 201  | 201  | 200  | 203  |
|               | 1968 | 1982 | 1990 | 2006 | 2013 | 2015 | 2017 | 2019 | 2020 | 2022 |